# Taseevo
Taseevo (in russo  Тасеево?) è un villaggio della Russia asiatica, situato nel Territorio di Krasnojarsk. È il centro amministrativo del distretto Taseevskij.
Si trova sulle rive del fiume Usolka (affluente della Taseeva, nel bacino dell'Angara), a nord-est di Krasnojarsk.